# نيكولاي كودريافتسيف
نيكولاي كودريافتسيف (بالروسية: Николай Александрович Кудрявцев) (مواليد 21 أكتوبر 1893 - وفيات 12 ديسمبر 1971) هو جيولوجي روسي اختص في مجال جيولوجيا النفط واشتهر بنظريته عن الأصل غير الحيوي للنفط.
ولد كودريافتسيف في أوبوتشكا، ثم درس التعدين في مدينة لينيغراد وبقي في المدينة إلى أن توفي فيها سنة 1971.